# Tillandsia genseri
Tillandsia genseri är en gräsväxtart som beskrevs av Werner Rauh. Tillandsia genseri ingår i släktet Tillandsia och familjen Bromeliaceae. Inga underarter finns listade i Catalogue of Life.